# Виккерс (пулемёт)
Пулемёт Ви́ккерс (англ. Vickers) — британский станковый пулемёт калибра .303 British (7,7 мм) с водяным охлаждением, производимый компанией Vickers Limited. По конструкции схож с пулемётом Максима.

## Виккерс
«Виккерс» был основным пулемётом у британской пехоты со времени принятия на вооружение в 1912 году и вплоть до начала 1960-х годов. Англия стала одной из первых держав, которая оценила преимущества и мощность автоматического оружия, каким были и являются пулемёты.

## Устройство
Устройство пулемёта «Виккерс» немного отличалось от устройства пулемёта «Максим» следующим:
- Замок был повёрнут на 180 градусов так, что нижний спуск обращён вверх; это давало возможность снизить высоту и вес короба.
- Крышка короба разделена на две половины: передняя половина крышки закрывает приёмник, а задняя половина закрывает короб; обе части зафиксированы на одной оси.
- Затыльник откидной, прикреплённый к коробу двумя засовами (верхним и нижним).
- Возвратно-боевые пружины двух типов, в комплект к пулемёту обычно четыре (по две пружины каждого типа), при смене которых можно менять темп стрельбы с 600 до 900 выстрелов в минуту.

## Система
Пулемёт «Виккерс» — автоматическое оружие, основанное на автоматике с отдачей ствола (короткий ход). По мере выстрела пороховые газы отправляют ствол назад, тем самым начинает работать механизм перезарядки — он извлекает из матерчатой патронной ленты патрон, досылает его в казённик и при этом одновременно взводит затвор. После произведения выстрела операция повторяется заново. Пулемёт имеет сменный комплект возвратно-боевых пружин, которые позволяют вести огонь темпом в 600 либо 900 выстрелов в минуту, а боевая скорострельность составляет 250—300 выстрелов в минуту. Спусковая система рассчитана только на автоматический огонь и имеет предохранитель от случайных выстрелов. Питание пулемёта производится патронами из приёмника ползункового типа, с матерчатой или металлической лентой ёмкостью от 50 до 250 и более патронов, которая появилась позже. Прицельное приспособление включало в себя стоечный прицел и мушку с прямоугольной вершиной. На пулемётах также может устанавливаться оптический прицел.

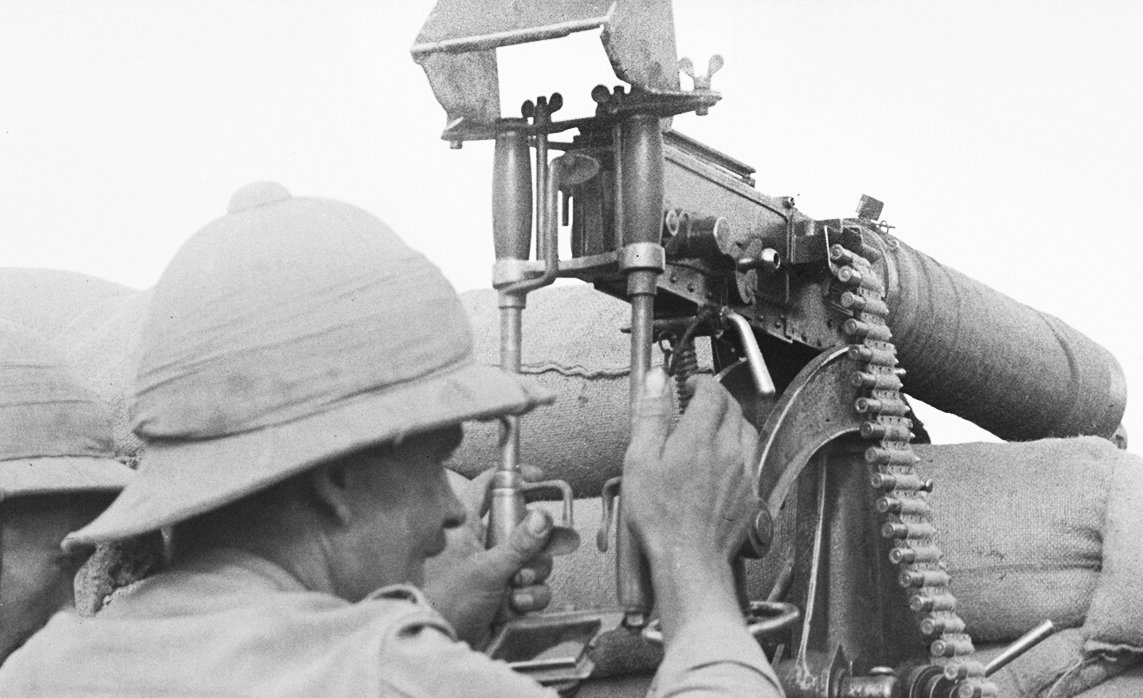
Перископное устройство для стрельбы из пулемёта Виккерс.

## Применение

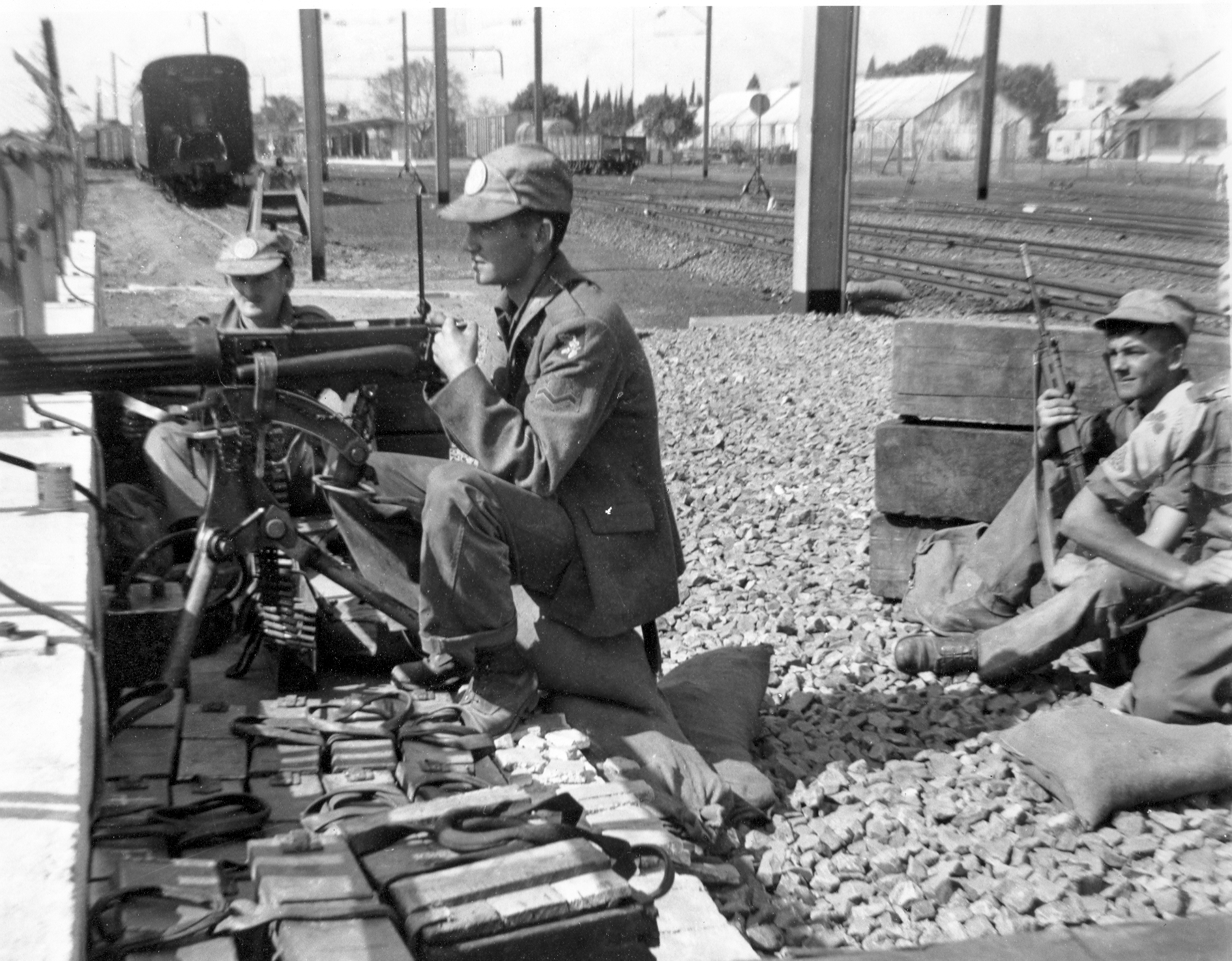
Ирландские солдаты в Конго с пулемётом «Виккерс» (июль 1960 года)

- Великобритания: 26 ноября 1912 года принят на вооружение в Британской империи, включая доминионы и колонии, снят с вооружения Великобритании в 1968 году, однако на вооружении британских доминионов оставался до начала 1970-х годов[1]

-  Австралия
-  Канада
-  Новая Зеландия

- Индия: после раздела Британской Индии в 1947 году, поступили на вооружение индийской армии
- Ирландия: использовались в ходе войны за независимость, после окончания которой пулемёты остались на вооружении ирландской армии
- Непал: находились на хранении на складах военного резерва
- Пакистан: после провозглашения независимости Пакистана в 1947 году поступили на вооружение армии Пакистана
- Российская империя — после начала первой мировой войны заказ на пулемёты «виккерс» под трёхлинейный винтовочный патрон был размещён в Великобритании, однако британская военная промышленность была загружена выполнением военных заказов для британской армии и до 1 января 1917 года из Великобритании в Россию было поставлено всего 128 7,62-мм станковых пулемётов «виккерс»[3]
- Белое движение — применялись частями белых в период гражданской войны[4]
- СССР — в октябре — ноябре 1941 года 120 7,62-мм пулемётов «виккерс» были переданы со складов для вооружения войск Московской зоны обороны[5]
- США: в 1915 году принят на вооружение Армии США, фирма «Colt» получила лицензию на производство и выпустила крупную партию пулемётов «виккерс» моделей 1915 и 1918 года под патроны .30-06 и 11 мм для армии США (индекс U.S. Vickers machinegun, Model 1915 и Model 1918)[6]
- Италия — в 1941—1943 годах трофейные 7,71-мм английские пулемёты Vickers использовались итальянскими войсками в Северной Африке, некоторое количество сохранилось в подразделениях после возвращения их в Италию (и после капитуляции Италии и разоружения итальянских войск немцами в сентябре 1943 года они оказались у итальянских партизан)[7].
- нацистская Германия — в ходе Второй мировой войны, трофейные пулемёты поступали на вооружение вспомогательных военизированных формирований под наименованием 7.7mm sMG 230(e)
- Финляндия: находились на вооружении финской армии до конца Второй мировой войны и хранились на складах мобилизационного резерва до 1956 года[8]
- Франция: в Первой мировой войне, в основном на самолётах (Ньюпор XVII,Spad VII)

## Экспортные и переделочные варианты
Кроме экспортных поставок, в различных странах имелись также местные переделки пулемёта в следующих калибрах:
- 6,5 × 52 мм Манлихер-Каркано итальянский
- 6,5 × 50 мм Арисака японский (к винтовке Тип 38)
- 6,5 × 53 мм R голландский
- 7 × 57 мм испанский Маузер
- .280 British британский послевоенный промежуточный патрон
- 7,5 × 55 мм Шмидт-Рубин швейцарский
- 7,62 × 51 мм НАТО
- .30-06 (7,62 × 63 мм) Спрингфилд – лицензионный выпуск компанией Colt
- 7,62 × 54 мм R русский
- 7,65 × 53 мм Argentino аргентинский Маузер
- 7,7 × 58 мм Арисака японский
- 7,92 × 57 мм немецкий Маузер (чешская переделка Виккерса — vz. 28 (не путать с аналогично переделанным Льюисом vz. L/28))
- 8 × 50 мм R Лебель французский

## Крупнокалиберные варианты
Выпускался Виккерс также под крупнокалиберный патрон 12,7×81 мм под наименованием Vickers .50. Помимо него, ограниченной серией выпускался, но не был принят на вооружение, зенитный пулемёт Vickers .5 Class D под патрон .5 Vickers HV (12,7×120 мм SR) с дульной энергией 19 330 Дж.

## Фотографии

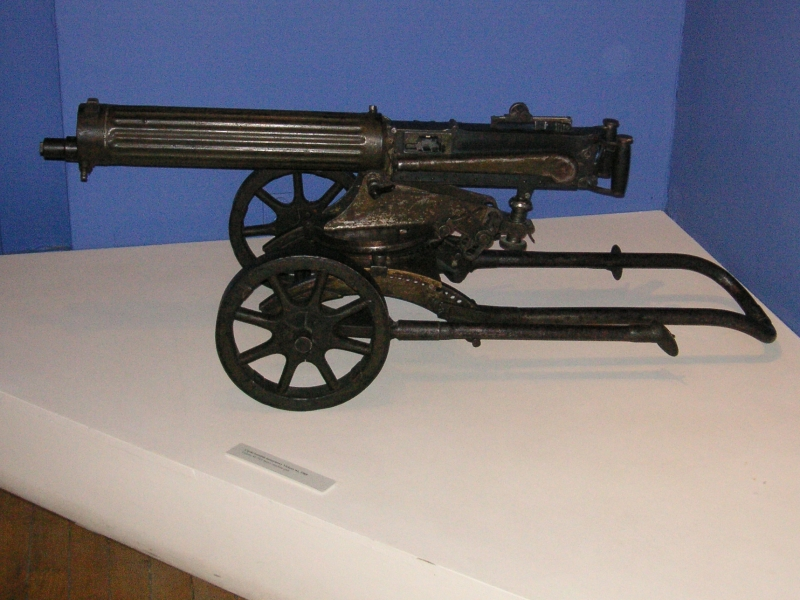
Интересный образец из польского музея: пулемёт «Виккерс» — английский вариант пулемёта «Максим» на станке Соколова.
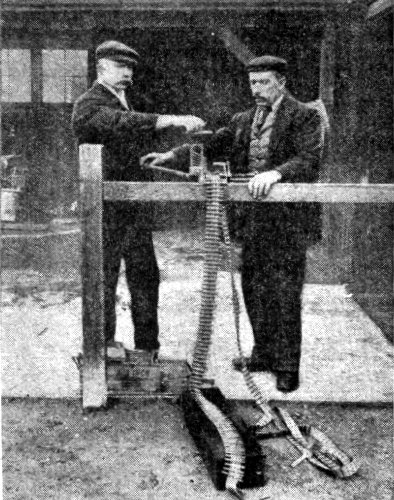
K пулемёту «Виккерс» также прилагались сменные возвратно-боевые пружины, пулемётные ленты и машинки для снаряжения лент патронами.
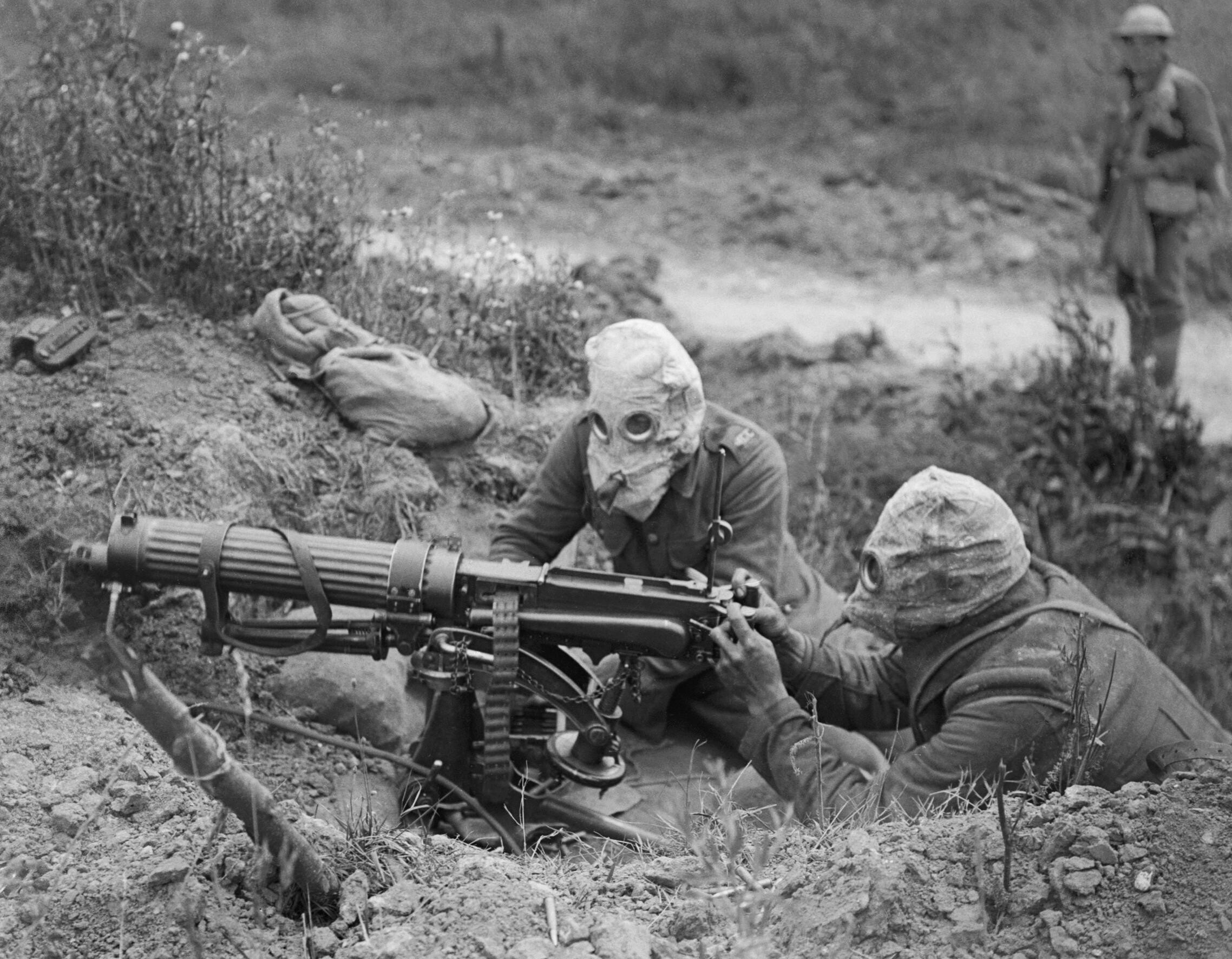
Расчёт пулемёта Виккерс в противогазах.